# Тулин, Вячеслав Семёнович
Вячеслав Семёнович Ту́лин (1904 — ?) — советский специалист в области проектирования тяжёлых электроприводов. Руководил созданием электроприводов эскалаторов московского метро, шлюзов канала Москва-Волга, скоростных лифтов московских высоток, первого шагающего экскаватора.

## Биография
Трудовую деятельность начал слесарем в мастерской Харьковского телеграфа, откуда в 1921 г. был направлен на рабочий факультет Харьковского технологического института. В числе первых выпускников этого факультета перешел на электротехнический факультет того же института, который окончил в 1929 г. Свою деятельность в качестве инженера начал на Харьковском электромеханическом заводе (ХЭМЗ).
На ХЭМЗ он возглавил проектно-конструкторское бюро горного электропривода. В 1930 г. был командирован в Германию на фирму АЕГ, с которой в то время был договор о технической помощи. Под его руководством произошло освоение в Советском Союзе ранее отсутствовавшего производства электрооборудования: первых подъемных машин для угольных и рудных шахт, первых буровых станков для нефтяной промышленности, взрывобезопасного электрооборудования для угольных шахт, насосных установок угольных и рудных шахт, насосных установок канала Москва — Волга, первых эскалаторов Московского метрополитена, первых экскаваторов. В 1939 г. В. С. Тулин был командирован в США для изучения опыта в области электрооборудования для угольной и нефтяной промышленности.
В 1941—1957 гг. — главный конструктор по горному электроприводу, главный инженер Проектно-восстановительного треста МЭП СССР.
С 1957 г. научно-техническая деятельность В. С. Тулина ещё более расширилась. В это время он работает в Госплане СССР в качестве главного специалиста. Из крупных работ, выполненных по его инициативе в этот период, могут быть отмечены: расширение производственной базы низковольтного аппаратостроения и научной базы электропривода (в том числе в направлении организации научно-исследовательских институтов при заводах Минэлектрогехпрома). В качестве представителя Госплана СССР он принимал участие в работе многих конференций.
С 1961 г. — профессор, а с 1963 г. — доктор технических наук.

## Научная и педагогическая деятельность
Основная заслуга В. С. Тулина на протяжении более 50-ти лет его инженерной и научной деятельности — руководящее участие в выработке научной политики освоения серийного производства электрооборудования и автоматизации производственных процессов угольных шахт, угольных карьеров, нефтяных промыслов, нефтеперерабатывающих заводов.
В 1960 г. в Московском горном институте (сегодня — Горный институт НИТУ «МИСиС») была создана кафедра «Автоматики и управляющих машин» (АУМ), которую возглавил В. С. Тулин — ведущий ученый в области электрификации и автоматизации горной промышленности.
На кафедре осуществляли подготовку специалистов по созданной им специальности «Автоматизация горных предприятий» для бурно развивающихся отраслей народного хозяйства страны — инженеров-электриков по автоматизации горных предприятий и инженеров-электриков общепромышленного профиля.
В. С. Тулин на протяжении семнадцати лет возглавлял Научно-методическую комиссию Совета Минвуза СССР по автоматизации производственных процессов в горной промышленности. Кроме того, он являлся членом президиума Научно-методического совета по автоматизации промышленных установок и технологических процессов.
В. С. Тулин был заслуженным деятелем науки и техники, лауреатом Государственных премий 1948 и 1951 гг., имел орден Трудового Красного Знамени. В 1965 г. он награждается знаком «Шахтерская слава», а в 1970 г. — медалью «За доблестный труд».
Большой заслугой В. С. Тулина являлась также активная работа в области подготовки научных кадров. Он осуществлял руководство аспирантами и подготовил более 40 кандидатов технических наук и более 10 докторов технических наук.
В последние годы жизни он весьма активно занимался энергетическим перевооружением шахтной добычи угля и созданием автоматизированных систем управления основного энергетического оборудования и пультов управления на поверхности шахты.

## Основные научные труды
Тулин В. С. Теоретические основы шахтной подъемной машины. — М.: ОНТИ, 1933. (Соавтор В. Б. Уманский).
Тулин В. С. Теоретические основы автоматизации производственных процессов в горной промышленности. — М.: МГИ, 1961.
Тулин В. С. Комплексная механизация и автоматизация очистных участков шахт Подмосковного бассейна и других бассейнов. М.: Недра, 1977.

## Награды и премии
- Сталинская премия первой степени (1948) — за разработку и внедрение передовых методов откачки затопленных шахт Донбасса и восстановление горного оборудования, значительно ускоривших темпы восстановления Донбасса
- Сталинская премия первой степени (1951) — за создание конструкции шагающего экскаватора «ЭШ-14/65».
- орден Трудового Красного Знамени
- Заслуженный деятель науки и техники РСФСР
- медаль «За доблестный труд»
- почётный знак «Шахтерская слава»